# Епархия Кокстада
Епархия Кокстада (лат. Dioecesis Kokstadensis) — епархия Римско-Католической церкви с центром в городе Кокстад, ЮАР. Епархия Кокстада входит в митрополию Дурбана. Кафедральным собором епархии Кокстада является церковь святого Патрика.

## История
8 апреля 1935 года Римский папа Пий XI выпустил буллу «Quo Catholici Nominis», которой учредил апостольскую префектуру Мон-Курье, выделив её из апостольского викариата Марианхилла (сегодня — Епархия Марианхилла).
11 июля 1939 года Римский папа Пий XII издал буллу «Si per indefessos», которой преобразовал апостольскую префектуру Мон-Курье в апостольский викариат Кокстада.
11 января 1951 года Римский папа Пий XII издал буллу «Suprema Nobis», которой преобразовал апостольский викариат Кокстада в епархию.

## Ординарии епархии
- епископ Biagio Sigibaldo Kurz O.F.M.[2] (1935 — 21.05.1948);
- епископ John Evangelist McBride O.F.M. (21.04.1949 — 15.05.1978);
- епископ Уилфрид Фокс Напье O.F.M. (29.11.1980 — 29.03.1992, назначен архиепископом Дурбана);
- епископ William Slattery O.F.M. (17.11.1993 — 23.12.2010, назначен архиепископом Претории);
  - Sede vacante (2010-2013);
- епископ Zolile Peter Mpambani, S.C.J. (6.05.2013 — 1.04.2020, назначен архиепископом Блумфонтейна);
  - Sede vacante (2020-2022);
- епископ Thulani Victor Mbuyisa, C.M.M. (6.04.2022 — по настоящее время).

## Источник
- Annuario Pontificio, Libreria Editrice Vaticana, Città del Vaticano, 2003, ISBN 88-209-7422-3
- Булла Quo Catholici Nominis, AAS 28 (1936), стр. 91  (лат.)
- Булла Si per indefessos, AAS 32 (1940), стр. 18  (лат.)
- Булла Suprema Nobis, AAS 43 (1951), стр. 257  (лат.)